# Metroid Fusion
| Mottagande                | Mottagande              |
| Samlingsbetyg             | Samlingsbetyg           |
| Tjänst                    | Betyg                   |
| ------------------------- | ----------------------- |
| Gamerankings              | 91,23% (55 recensioner) |
| Metacritic                | 92/100 (44 recensioner) |
| Recensionsbetyg           |                         |
| Publikation               | Betyg                   |
| 1UP.com                   | A                       |
| Electronic Gaming Monthly | 9,17/10                 |
| Eurogamer                 | 9/10                    |
| Game Informer             | 10/10                   |
| Gamepro                   | 4,5/5                   |
| Gamespot                  | 8,6/10                  |
| Gamespy                   | [ 9 ]                   |
| Gamesradar                | 9,2/10                  |
| IGN                       | 9,5/10                  |

Metroid Fusion (メトロイドフュージョン Metoroido Fyūjon?), även känt som Metroid 4, är ett Game Boy Advance-spel släppt av Nintendo som ingår i Metroid-serien. Detta spel låter bakgrundshistorier och berättandeelement ta en större plats än vad det gjort i föregående Metroid-spel. Spelet hamnade på plats 18 i IGN:s lista Top 25 Game Boy Advance Games of All Time.

## Handling
Samus Aran är liksom tidigare Metroid-spel huvudpersonen, och i spelet återvänder hon till planeten SR388, som hon var på i spelet Metroid II: Return of Samus. Samus får där reda på att Metroiderna håller på att förstöra planetens ekosystem. Hon blir då ovetande attackerad och infekterad av en ny fiende, en parasit som kallas för X. X-parasiterna har förmågan att kopiera sina motståndare och gör det med Samus. X-parasiten tar alla hennes vapen och styrkan hos hennes Power Suit. Samus måste nu ta tillbaka alla sina vapen och besegra alla X-parasiter. När hon är på väg till det Biologiska Rymdlaboratoriet, kraschar hon med sitt skepp, men lyckas skjuta sig ut ur skeppet innan hon förgås. Den Galaktiska Federationen räddar henne och efter att de funnit att hon är smittad av X-parasiten in i sitt centrala nervystem, tar de av henne hennes Power Suit och ger henne ett vaccin. Dock är vissa delar av den delar av Samus kropp, vilket gör att de inte går att ta av. De delar som kan tas av skickas till det Biologiska Rymdlaboratoriet för vidare undersökning. Vaccinet ger Samus Metroidliknande egenskaper, såsom uppsugningsförmåga, men vaccinet gör henne samtidigt otroligt känslig för kyla. Den Galaktiska Federationen skickar nu henne att undersöka en explosion på det Biologiska Rymdlaboratoriet. När hon väl kommer dit märker hon att det ekosystem som forskarna har försökt återbilda, för att likna SR388:s ekosystem, har blivit infekterat av X-parasiter. Det är nu upp till Samus att hjälpa forskarna vinna kampen över X-parasiterna.
Dock tar X-parasiterna över delarna av hennes Power Suit som skickades för undersökning och tillsammans med delarna av Samus Power Suit så blir de SA-X, Samus värsta fiende i Metroid Fusion.

## Bonus
Genom att länka en Nintendo Gamecube med spelet Metroid Prime till en Game Boy Advance med detta spel erhålles en spelbar version av den ursprungliga versionen av Metroid. Samus Fusion-dräkt kan dessutom bäras i Metroid Prime.